# بون من بوهيميا
بون اللوكسمبورغية (بالفرنسية: Bonne de Luxembourg) أو جوتا اللوكسمبورغية (20 مايو 1315 - 11 سبتمبر 1349)؛ كانت ابنة يانغ الأعمى ملك بوهيميا وزوجته الأولى إليزابيث البوهيمية، كانت الزوجة الأولى لـ جان دوق نورماندي وأم أولاده العشرة، بما في ذلك في المستقبل شارل الخامس ملك فرنسا، توفيت قبل سنة من أن يصبح زوجها ملك فرنسا، وبعد ستة أشهر من وفاتها تزوج زوجها من جوان الأولى كونتيسة أوفرن.